# Attentato di Dacca
L’attentato di Dacca è stato un attacco terroristico commesso il 1º luglio 2016 a Dacca, capitale del Bangladesh.
Nella notte del 1º luglio, alle ore 21:20 locali, sette terroristi islamisti, hanno aperto il fuoco all'interno del ristorante Holey Artisan Bakery, situato nel quartiere diplomatico di Gulshan della capitale, non distante dall'ambasciata italiana.
Dopo aver lanciato alcune granate a mano, hanno preso in ostaggio alcune decine di avventori e ucciso due poliziotti durante una sparatoria con le forze dell’ordine. 22 civili e 5 attentatori sono morti durante l’attacco, mentre uno dei terroristi è stato catturato e tredici ostaggi liberati dalle forze armate bengalesi.

## Contesto geopolitico
I 171 milioni di abitanti del Bangladesh vivono in una delle più povere nazioni del mondo, con un reddito pro-capite inferiore a 1200 US$ annui. Il Paese soffre di instabilità politica fin dall’indipendenza dal Pakistan nel 1971. Nel 2009 c’è stato un tentativo di colpo di stato da parte dei fucilieri del Bangladesh.
Le controverse elezioni parlamentari del 2014 e l’esecuzione di alcuni "criminali di guerra" della guerra di liberazione del Bangladesh hanno portato ad una polarizzazione della società bengalese, con un aumento delle distanze tra le posizioni islamiche radicali e quelle laiche o di altre confessioni in seguito al fatto che dal 2013 nel paese si è visto un incremento degli attacchi terroristici islamisti contro le minoranze religiose indù e cristiana, scrittori laici o atei, bloggers, attivisti per i diritti LGBT e musulmani non radicali.
Dal settembre 2015 si sono registrati oltre trenta attentati terroristici, di cui almeno ventuno rivendicati dal cosiddetto Daesh (ISIS).

## L’attacco
Gulshan è un quartiere di Dacca relativamente benestante e sede di molte ambasciate straniere.
L’attacco terroristico è iniziato alle 21:20 locali, quando almeno 5 terroristi sono entrati nel ristorante armati di bombe, armi e coltelli: hanno aperto il fuoco e fatto esplodere alcune bombe, prima di prendere in ostaggio molte persone, molte delle quali straniere. Successivamente hanno ingaggiato una sparatoria con la polizia, durante la quale sono rimasti uccisi alcuni poliziotti. La polizia ha isolato la zona intorno al ristorante e pianificato un blitz per liberare gli ostaggi.
I terroristi hanno separato gli ostaggi in base a chi sapeva recitare brani del Corano. Quelli che non erano in grado di farlo "sono stati torturati". L’esercito del Bangladesh indica che tutti i venti ostaggi morti sono stati "brutalmente uccisi con armi affilate".
Durante l'azione, i terroristi hanno avanzato tre richieste:
- che venisse liberato il capo di Jamaat-ul-Mujahideen, Khaled Saifullah
- che gli attentatori potessero lasciare il ristorante in modo sicuro
- che la missione dei terroristi di stabilire la loro interpretazione dell'Islam dovesse essere riconosciuta.

Alcune fotografie scattate all'interno del locale e raffiguranti cadaveri e molto sangue sul pavimento sono circolate su Twitter su alcuni account di sostenitori dell'ISIS.
Unità di assalto dell'esercito del Bangladesh, Marina, Aeronautica, polizia di frontiera e RAB (Rapid Action Battalion) ed altre forze dell'ordine hanno iniziato le operazioni di salvataggio il mattino seguente alle 7:40 locali. Tredici ostaggi vivi sono stati liberati e sei attentatori sono stati uccisi durante una sparatoria. Uno dei terroristi è stato catturato vivo.
Il gruppo militante Ansar Al Islam aveva annunciato con un tweet un imminente attacco almeno dieci ore prima.

## Vittime
| Nazione     | Numero | Note   |
| ----------- | ------ | ------ |
| Italia      | 9      | [ 11 ] |
| Giappone    | 7      | [ 12 ] |
| Bangladesh  | 6      | [ 12 ] |
| India       | 1      | [ 12 ] |
| Stati Uniti | 1      | [ 13 ] |
| Totale      | 24     | [ 14 ] |

L'uccisione di ventidue civili e due poliziotti è stata confermata, oltre alla morte dei sei attentatori, mentre sono state ferite altre cinquanta persone, principalmente militari.
Il presidente della Repubblica Italiana, Sergio Mattarella, che al momento dell'attentato era appena arrivato in Messico, ha interrotto il proprio viaggio istituzionale in America Latina ed è subito rientrato a Roma per rendere omaggio alle salme delle vittime italiane, mentre la nazionale di calcio ha giocato l'incontro contro la Germania nei quarti di finale del Campionato europeo di calcio in Francia con il lutto al braccio.
La sera del 5 luglio le salme delle nove vittime italiane sono rientrate in patria con un volo speciale dell'aeronautica militare italiana, accolte presso l'aeroporto di Ciampino dal Capo dello Stato, il ministro degli Esteri Paolo Gentiloni, i sindaci e le famiglie.
Le 24 vittime:
- Cristian Rossi, 47
- Marco Tondat, 39
- Nadia Benedetti, 52
- Adele Puglisi, 54
- Simona Monti, 33
- Claudia Maria D'Antona, 56
- Vincenzo D'Allestro, 46
- Maria Riboli, 34
- Claudio Cappelli, 45
- Hideki Hashimoto, 65
- Nobuhiro Kurosaki, 48
- Koyo Ogasawara, 56
- Makoto Okamura, 32
- Yuko Sakai, 42
- Rui Shimodaira, 27
- Hiroshi Tanaka, 80
- Abinta Kabir, 18
- Tarishi Jain, 19
- Faraaz Ayaaz Hossain, 20[23]
- Ishrat Akhond, 45
- Rabiul Karim, 34[24]
- Salauddin Khan, 49
- Saiful Islam Chowkidar, 40[25]
- Zakir Hossain Shaon, 22[26]

## Indagini
L'agenzia di stampa Amaq (affiliata con il Daesh) ha riferito inizialmente che il gruppo terroristico aveva ucciso 24 persone e ferito altri 40 ostaggi. In un secondo comunicato stampa, rilasciato direttamente dal Daesh poche ore dopo, era riferita l'uccisione di "22 crociati" e diffondeva le immagini dei terroristi in piedi davanti alle bandiere dell'ISIS.
Il ministro degli interni del Bangladesh, Asaduzzaman Khan, ha però dichiarato che gli autori dell'attentato appartenevano all'organizzazione criminale bangladese Jamaat-ul-Mujahideen (traduzione: Assemblea dei Mujaheddin), non affiliati con il Daesh, ed erano peraltro persone ben istruite e provenienti per lo più da famiglie benestanti.
Hossain Toufique Imam, consigliere politico del primo ministro bangladese Sheikh Hasina, ha sostenuto che i servizi segreti pachistani sono sospettati di avere legami con l'attacco.
Il 27 agosto 2016 viene diffusa la notizia dell'uccisione, da parte della polizia bengalese, di Tamin Ahmed Chowdhury, considerato l'ideatore dell'attentato, e di due suoi complici in uno scontro a fuoco vicino a Dacca.
Il 6 gennaio 2017 giunge la notizia dell'uccisione da parte delle forze di sicurezza bengalesi di Nurul Islam Marzan dirigente di Jamaat-ul-Mujahideen e ricercato in quanto considerato uno degli ideatori della strage.

## Processo
Il processo si conclude con 7 condanne a morte (poi eseguite) e un'assoluzione.